# Luce Prault
Luce Prault, né le 14 janvier 1899 à Châtillon-sur-Indre et mort le 27 décembre 1991 à Tuzaguet (Hautes-Pyrénées), est un homme politique français. Il a été secrétaire général de la confédération nationale des associations agricoles et secrétaire général des chambres d'agriculture.

## Fonctions ministérielles
- Secrétaire général au ministère de l'Agriculture à partir du 27 avril 1942 au 6 juin 1942 et du 15 novembre 1943 à juin 1944 dans le Gouvernement Pierre Laval (6)
- Secrétaire général aux Questions paysannes et à l'Équipement rural à partir du 8 juin 1942 au 15 novembre 1943  dans le Gouvernement Pierre Laval (6)